# Episodi di Just Beyond
La prima stagione della serie televisiva Just Beyond, composta da 8 episodi, è stata rilasciata negli Stati Uniti d'America sulla piattaforma di streaming Disney+ il 13 Ottobre 2021.
In Italia la stagione è stata rilasciata sempre il 13 Ottobre 2021 sulla piattaforma di streaming Disney+.
| nº | Titolo originale                           | Titolo italiano                    | Prima TV USA    | Prima TV Italia |
| -- | ------------------------------------------ | ---------------------------------- | --------------- | --------------- |
| 1  | Leave Them Kids Alone                      | Lasciate in pace i ragazzi         | 13 Ottobre 2021 | 13 Ottobre 2021 |
| 2  | Parents Are From Mars, Kids Are From Venus | Genitori da Marte, figli da Venere | 13 Ottobre 2021 | 13 Ottobre 2021 |
| 3  | Which Witch                                | Quale strega?                      | 13 Ottobre 2021 | 13 Ottobre 2021 |
| 4  | My Monster                                 | Il mio mostro                      | 13 Ottobre 2021 | 13 Ottobre 2021 |
| 5  | Unfiltered                                 | Senza filtri                       | 13 Ottobre 2021 | 13 Ottobre 2021 |
| 6  | We've Got Spirits, Yes We Do               | Fantasmi                           | 13 Ottobre 2021 | 13 Ottobre 2021 |
| 7  | Standing Up for Yourself                   | Farsi valere                       | 13 Ottobre 2021 | 13 Ottobre 2021 |
| 8  | The Treehouse                              | La casa sull'albero                | 13 Ottobre 2021 | 13 Ottobre 2021 |